# النا تونونتس
النا تونونتس ( ۱۷ ژوئیه ۱۹۵۴ ،ماگادان) بازیگر، تهیه‌کننده و کارگردان اهل کشور روسیه است. از فیلم‌هایی که وی در آنها بازی کرده‌است می‌توان به فیلم آخرین شب شهرزاد اشاره نمود.